# Pascal Touron
Pascal André Jean Touron (Arcachon, 22 maggio 1973) è un canottiere francese.

## Biografia
La sua squadra di club è stata l'Union Sportive Aviron Gravelinoise.
Ai Giochi del Mediterraneo di Bari 1997 ha vinto l'argento nel 2 di coppia pesi leggeri, con Frédéric Dufour, concludendo alle spalle degli italiani Leonardo Pettinari e Michelangelo Crispi.
Ha rappresentato la Francia ai Giochi olimpici estivi di Sydney 2000, dove ha vinto la medaglia di btonzo nel 2 di coppia pesi leggeri, assieme al connazionale Thibaud Chapelle, completando la gara dietro ai polacchi Tomasz Kucharski e Robert Sycz e agli italiani Elia Luini e Leonardo Pettinari.
Ha fatto la sua seconda apparizione olimpica a Francia ai Giochi olimpici estivi di Atene 2004, dove ha vinto l'argento nel 2 di coppia pesi leggeri, con Frédéric Dufour, completando la gara dietro ai polacchi Tomasz Kucharski e Robert Sycz.

## Palmarès
- Giochi olimpici

Sydney 2000: bronzo nel 2 di coppia pesi leggeri;
Atene 2004: argento nel 2 di coppia pesi leggeri;
- Mondiali

Motherwell 1996: bronzo nel 4 di coppia pesi leggeri;
Lucerna 2001: oro nell'8 pesi leggeri;
- Giochi del Mediterraneo

Bari 1997: argento nel 2 di coppia pesi leggeri;